# Endotrichella robinsonii
Endotrichella robinsonii är en bladmossart som beskrevs av Brotherus 1917. Endotrichella robinsonii ingår i släktet Endotrichella, klassen egentliga bladmossor, divisionen bladmossor och riket växter. Inga underarter finns listade i Catalogue of Life.